# Zeitgeist (album des Smashing Pumpkins)
Pour les articles homonymes, voir Zeitgeist (homonymie).
Albums de The Smashing Pumpkins
Rotten Apples/Judas 0
(2001) Teargarden by Kaleidyscope
(2009)
Zeitgeist est le sixième album officiel des Smashing Pumpkins (si l'on ne compte pas l'album MACHINA II/The Friends & Enemies of Modern Music, librement distribué sur internet). Sa date de sortie, initialement prévue pour le 7 juillet 2007 (le 07/07/07), est finalement reportée au 10 juillet; cela aura fait plus de 6 ans que le groupe n'a pas publié d'album, à cause de leur séparation jusqu'en 2006.
Le nom de cet album est un mot allemand signifiant « L'Esprit du Temps ». Zeitgeist est aussi le nom d'un mouvement, prenant pour base deux vidéos qui dévoileraient des vérités cachées sur notre monde, tel qu'il est aujourd'hui, 
Le mouvement Zeitgeist.[référence nécessaire]
La pochette de l'album représente la statue de la Liberté en train de couler dans une mer calme devant un coucher de soleil. La couleur rouge domine très fortement cette pochette. Réalisée par Shepard Fairey, elle évoque le réchauffement climatique ainsi que le déclin des États-Unis et de leurs idéaux.
Le premier single issu de l'album est Tarantula, et le titre Doomsday Clock figure sur la BO du film Transformers de Michael Bay.
Il existe plusieurs éditions de cet album : selon le pays, la pochette change de couleur, et l'on peut trouver sur certaines versions des pistes bonus, parmi lesquelles Stellar, Death From Above, Zeitgeist, et Ma Belle.

## Liste des pistes
1. Doomsday Clock
2. 7 Shades of Black
3. Bleeding the Orchid
4. That's the Way (My Love Is)
5. Tarantula
6. Starz
7. United States
8. Never Lost
9. Bring the Light
10. Come On (Let's Go)
11. For God and Country
12. Pomp and Circumstance